# Cantonul Lanvollon
Cantonul Lanvollon este un canton din arondismentul Saint-Brieuc, departamentul Côtes-d'Armor, regiunea Bretania, Franța.

## Comune
| Comune              | Populație (1999) | Cod poștal | Cod INSEE |
| ------------------- | ---------------- | ---------- | --------- |
| Le Faouët           | 273              | 22290      | 22057     |
| Gommenec'h          | 475              | 22290      | 22063     |
| Lannebert           | 354              | 22290      | 22112     |
| Lanvollon           | 1.388            | 22290      | 22121     |
| Le Merzer           | 799              | 22200      | 22150     |
| Pléguien            | 1.011            | 22290      | 22177     |
| Pommerit-le-Vicomte | 1.728            | 22200      | 22248     |
| Tréguidel           | 540              | 22290      | 22361     |
| Tressignaux         | 534              | 22290      | 22375     |
| Tréméven            | 277              | 22290      | 22370     |
| Trévérec            | 174              | 22290      | 22378     |